# 二の姫の物語
『二の姫の物語』（にのひめのものがたり）は、和泉かねよしによる日本の漫画作品。

## 概要
『Betsucomi』（小学館）2006年2月号に掲載された読み切り作品。
作者が初めて挑んだ歴史物で、プロとして求められるものを優先させてきたが、デビューから10年が経ち、そろそろ描きたいものを描いてもいいだろうと思って描き上げた作品である。学園恋愛ものが多い『Betsucomi』の中で異色の歴史ものだったが、予想に反して反響が大きかったという。
2010年1月に深山くのえによりルルル文庫のサブレーベルFCルルルnovelsにてノベライズが出版される。

## あらすじ
黄国の宰相の一人息子・青推は、父親の命で、愚図で有名な二の姫に家臣として仕えることになる。
青推はしかし、女官からさえも下に見られる二の姫を次代の王とすべくあらゆる知識を与えていく。やがて、身分の差を超え、二人は深い絆で結ばれる。そして、突如幕を開けた戦。勝機を信じた二の姫の軍は、見事勝利を収める。次代の王に確定した二の姫だが、青推は身を引く決意をする。姫が選んだ道とは……。

## 登場人物
二の姫
黄国の二番目の姫。愚図で愚鈍だが、青推の教えることを次々と吸収していく。
青推（せいすい）
青家の嫡男。才はあるが、「暴れ馬」に例えられる一面があるため、二の姫の元へ送られた。
一の姫
二の姫の7歳年上の姉姫。聡明だが、人の情に欠ける。
三の姫
二の姫の2歳年下の妹姫。愛くるしさを持つ末っ子で、王からも最も愛されている。

## 単行本同時収録
サーキットの女王様（ - じょおうさま）
『別冊少女コミック』2002年1月号掲載
オーディションに合格し、高校卒業後には念願だったレースクイーンになることになった英（えい）。しかしレースクイーンの中でも有名になれるのはごくわずか。しかもそこは、女たちが火花を散らせる戦場だった。
地上20mで会いましょう（ちじょう20メートルであいましょう）
『デラックス別冊少女コミック』2001年4月5日号掲載
浮気した彼氏と学校の屋上で喧嘩していた綾（あや）。ふと見ると、フェンスの外に人がいた。モデルとして活動しているアリサだった。アリサを引き戻し、中へ戻ろうとすると、鍵が閉められ中へ入れなくなっていた。気温が下がり、次第に体力を奪われていく……。

## 書誌情報
コミックス
- 作：和泉かねよし『二の姫の物語』小学館〈フラワーコミックス〉 全1巻
  - 2006年4月26日発売、ISBN 978-4-09-130417-9

ノベライズ
- 著：深山くのえ、原作・イラスト：和泉かねよし『二の姫の物語』小学館〈FCルルルnovels〉 全1巻
  - 2010年1月26日発売、ISBN 978-4-09-133134-2